# St. Vinzentius (Oberaußem)

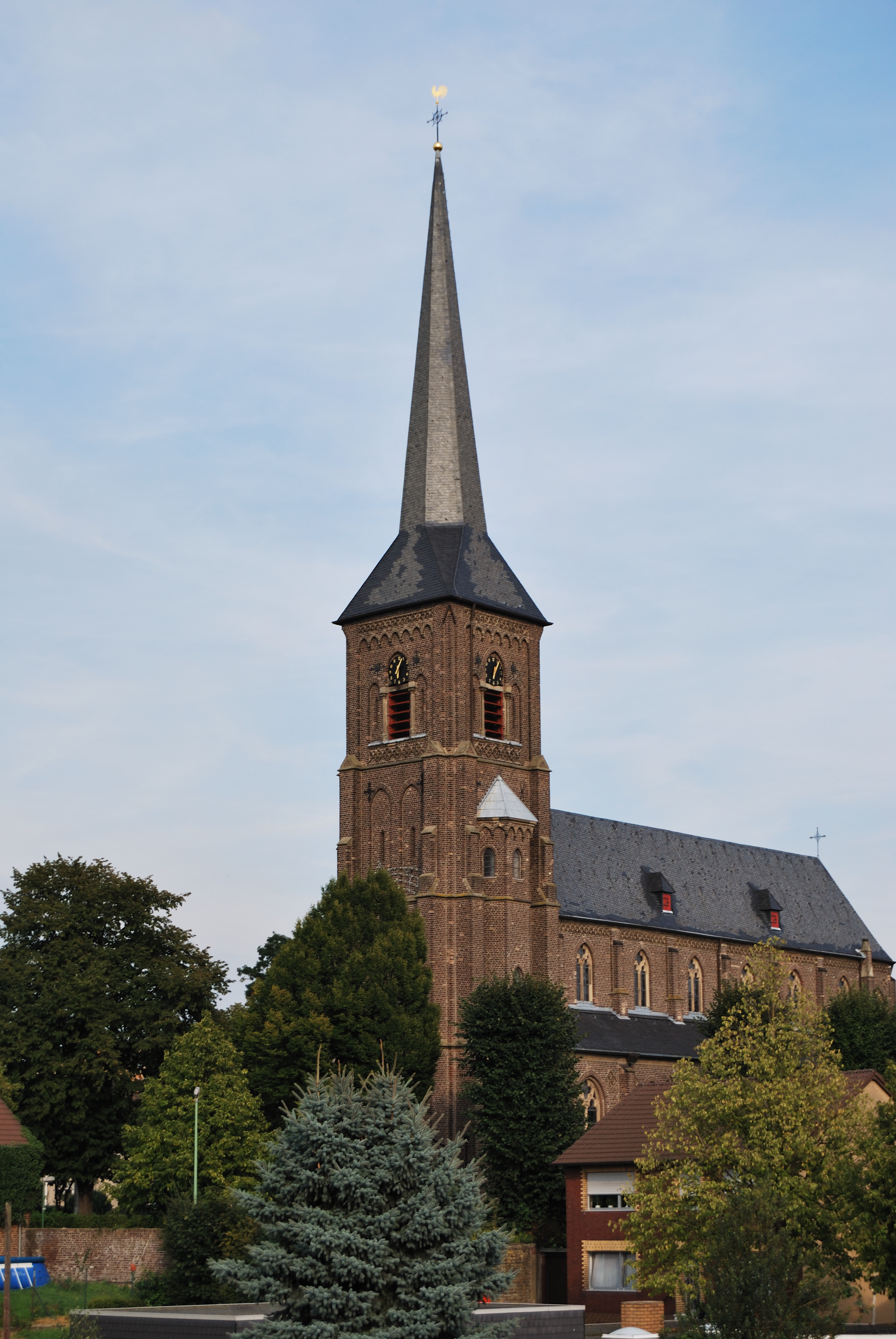
Die katholische Pfarrkirche St. Vinzentius

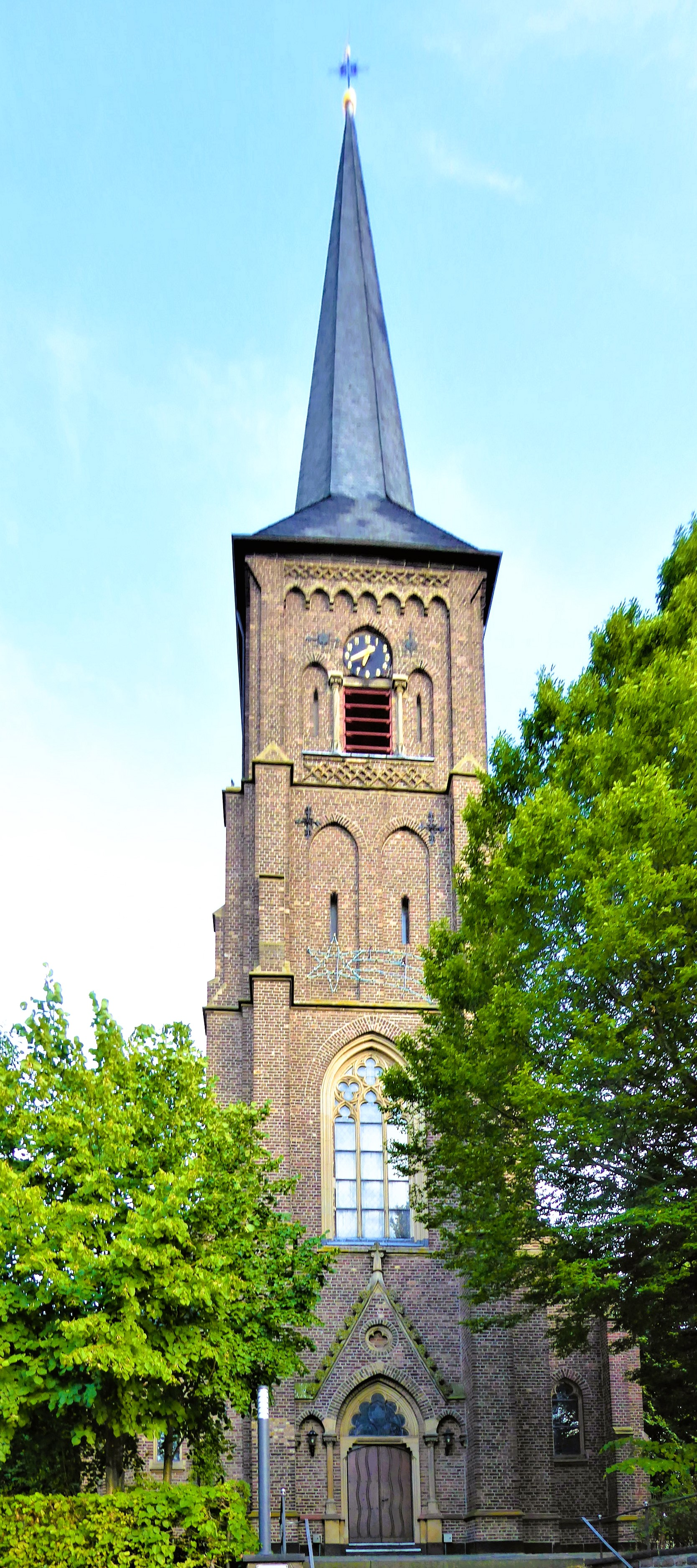
Der Kirchturm

St. Vinzentius Oberaußem ist die 1881 erbaute römisch-katholische Pfarrkirche von Oberaußem, einem Ortsteil von Bergheim im Rhein-Erft-Kreis.

## Geschichte

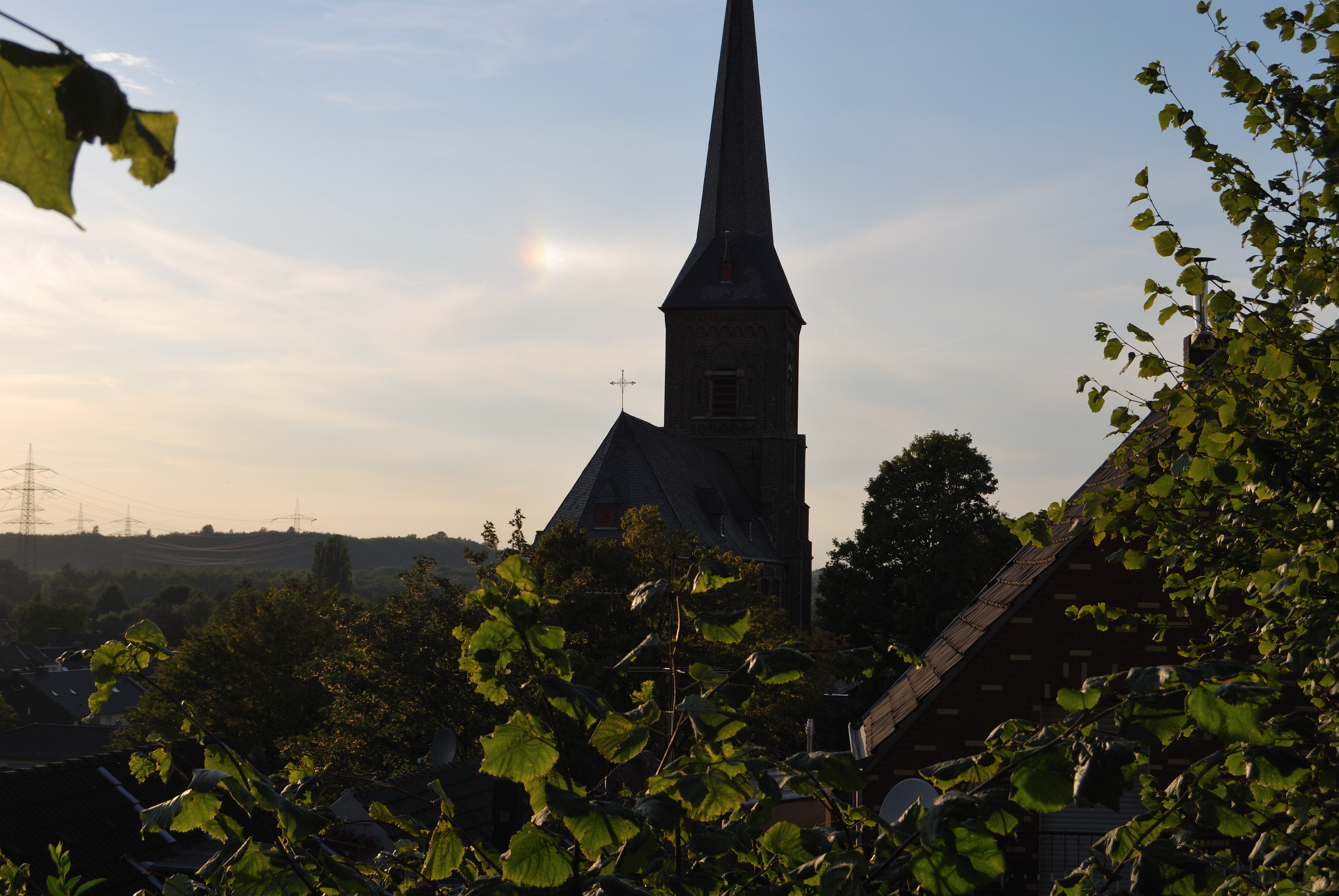
Blick vom alten Friedhof

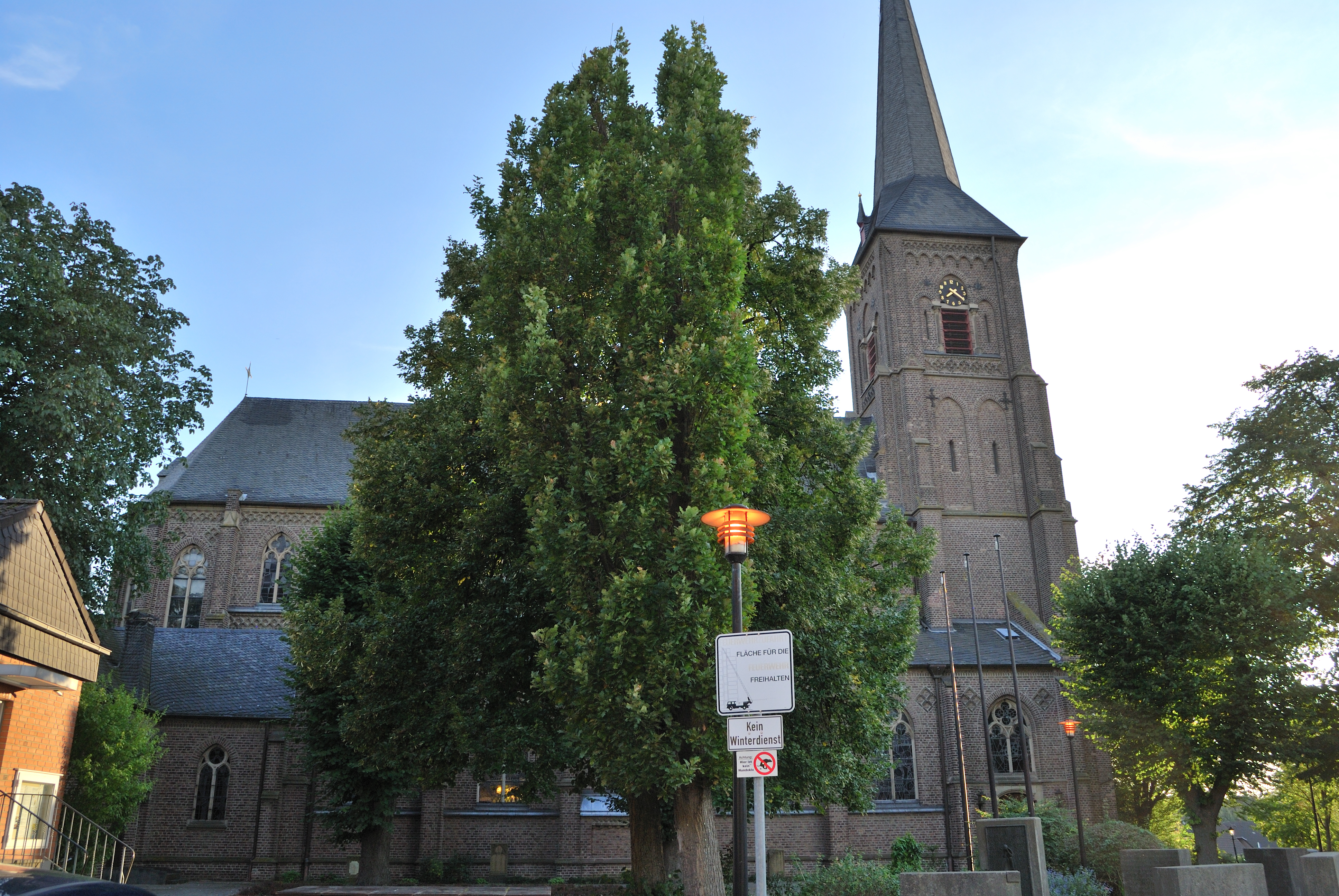
Die Pfarrkirche von der Seite

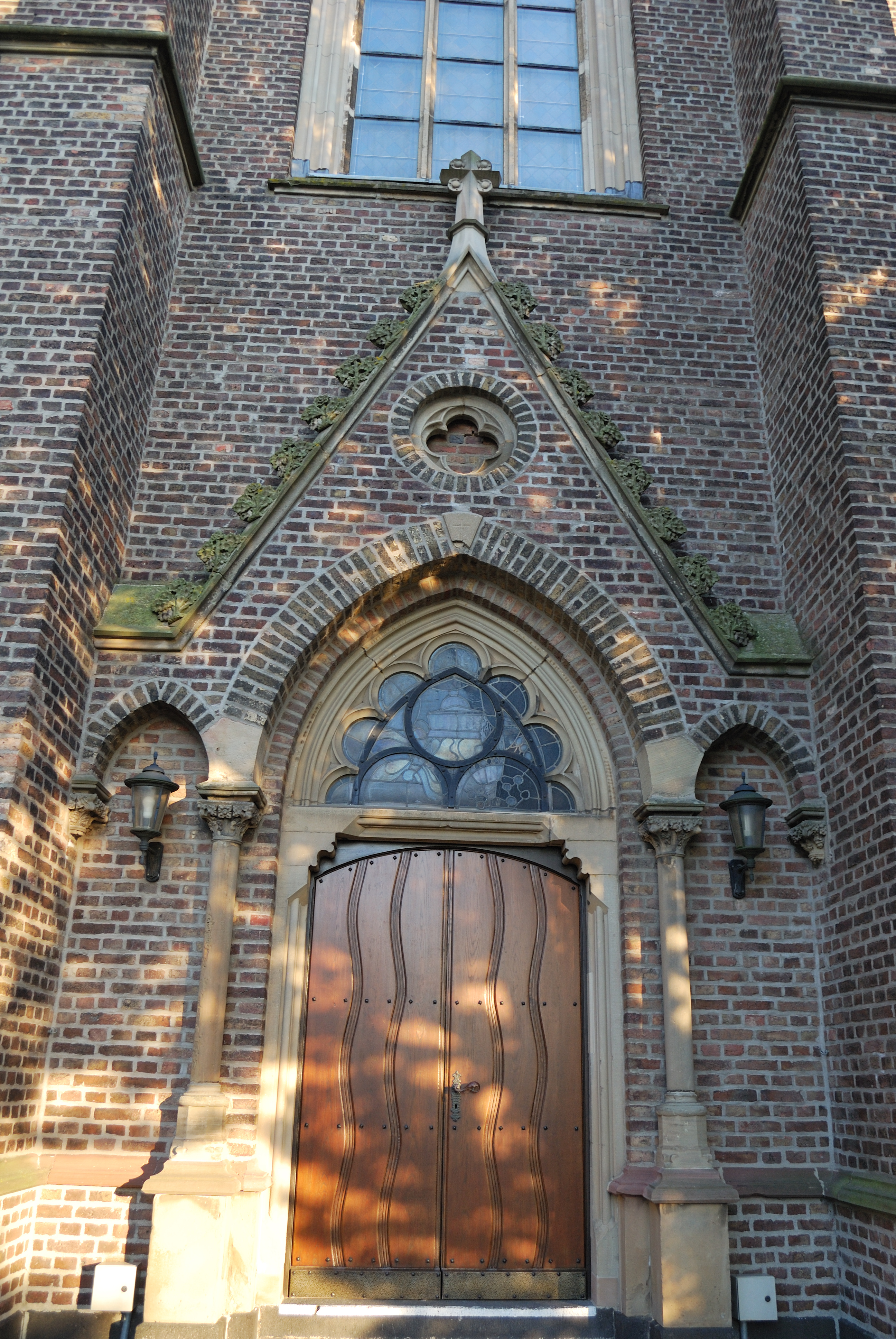
Das Hauptportal

### Bau
Mit dem Anwachsen der Oberaußemer Bevölkerung Mitte des 19. Jahrhunderts erwies sich die alte Pfarrkirche auf dem Tonnenberg als zu klein und zudem als renovierungsbedürftig, so dass man die Errichtung eines neuen größeren Gotteshauses plante. Treibende Kraft war Pfarrer Theodor Richartz, ein Neffe des Kunstmäzens Johann Heinrich Richartz.
Der Bau einer neuen Kirche wurde 1868 von den Oberaußemer Bürgern beschlossen. Hierzu wurde eine Hauskollekte durch den Oberpräsidenten der Rheinprovinz in Koblenz genehmigt. 1869 wurde das Vorhaben von der Landesregierung bewilligt. Als Architekt wurde August Carl Lange aus Köln eingesetzt, die Ausführung des Baus und die handwerklichen Arbeiten übernahm eine Maurerfirma aus Glesch. Per Diktat der Regierung sollte die neue Kirche auf dem Platz der alten Kirche (auf dem Tonnenberg) gebaut werden. Dies fand weder die Zustimmung des Gemeinderates, noch der Bürger von Oberaußem. Eine Eingabe, bei der alle Einwohner für den neuen Standort auf dem sogenannten „Geuers-Garten“ stimmten, wurde vom Gemeinderat beschlossen. Am 29. Juli 1873 stimmte die Königliche Regierung zu Köln dem Ansinnen des Gemeinderates zu und genehmigte den Ankauf des Grundstückes. Am 1. September 1878 wurde der Grundstein gelegt, eingeweiht wurde die Kirche am 26. Mai 1881, die Konsekration erfolgte am 13. Oktober 1889. Geplant war die Weihe durch den Kölner Kardinal Paulus Melchers, der jedoch zur Zeit der Einweihung auf Grund des Kulturkampfes in Haft saß. Um Komplikationen zu vermeiden, wurde daher die Weihe erst acht Jahre später vorgenommen.
In den 1930er Jahren wurde eine Sakristei als Erweiterung angebaut.

### Zweiter Weltkrieg
Im Zweiten Weltkrieg wurden am 12. Februar 1942 die Glocken beschlagnahmt und abtransportiert, am 23. Juni 1944 folgten die Leuchter und weitere Gegenstände. Gegen Ende des Krieges war eine Messe infolge häufigen Bombenalarms kaum mehr möglich, Teile der seelsorgerischen Arbeit wurden in den Luftschutzbunker unter dem Friedhof verlegt.
In einem Feuergefecht zwischen den am Friedhof und an der Oberaußemer Mühle liegenden deutschen Batterien und der alliierten Artillerie wurden in der Zeit vom Dienstag, den 27. Februar 1945 bis zum darauffolgenden Freitag weite Teile des Dorfes von den Granaten verwüstet, die Messe war nur noch im Bunker möglich. Auch die Pfarrkirche wurde in dieser Zeit schwer getroffen und büßte neben den Fenstern auch große Teile des originalen Mobiliars ein.

### Wiederaufbau
In der Nachkriegszeit versetzte man die Kirche in den baulichen Ursprungszustand zurück; die Einrichtung wurde infolge der Beschädigungen teilweise entfernt. In den 1960er Jahren wurden umfassende Renovierungsarbeiten durchgeführt, in deren Folge das Mobiliar moderneren Stücken weichen musste.

### Erdbeben
Beim Erdbeben von Roermond am 13. April 1992 wurde die Kirche so beschädigt, dass Einsturzgefahr bestand. Daher wurde sie bis 1997/1998 erneut renoviert.

## Stil
Die die in neugotischem Stil errichtete Kirche ist ein dreischiffiger Backsteinbau mit eingestelltem Westturm. Bekrönt wird der 4-seitige Turm durch eine 8-seitige Haube. Das Gebäude ist ca. 40 Meter lang und ca. 14 Meter breit, das Mittelschiff weist eine Höhe von 17 Metern, der Turm eine Höhe von 56 Metern auf.

## Ausstattung
Die Ende der 1880er Jahre installierte neugotische Einrichtung wurde teilweise im Zuge des Zweiten Weltkriegs zerstört oder beschädigt. Aus diesem Grund wurde die Kirche in den 60er Jahren komplett renoviert und mit einer moderneren Ausstattung versehen. Seit den 1990er Jahren gibt es Bemühungen, die Kirche wieder annähernd in den Ursprungszustand zu versetzen, bzw. wieder einen einheitlichen Einrichtungsstil zu schaffen.

### Orgel
Die heutige Orgel mit zwei Manualen und 23 Registern wurde 1956 als Opus 987 von der Bonner Orgelbaufirma Klais gebaut. Gründliche Überholungen fanden 1993 und 2014 statt.

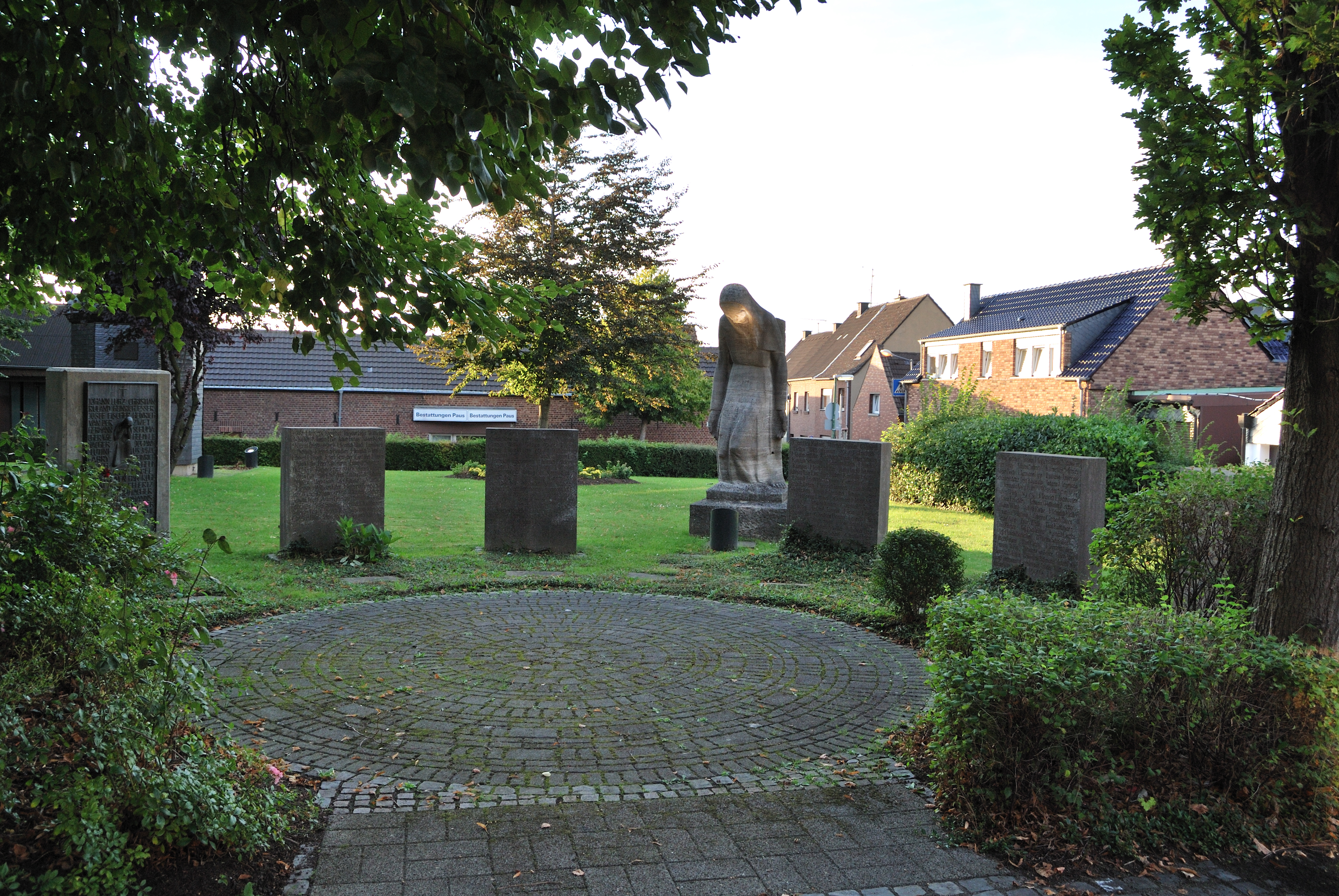
Kriegerdenkmal

## Kirchhof

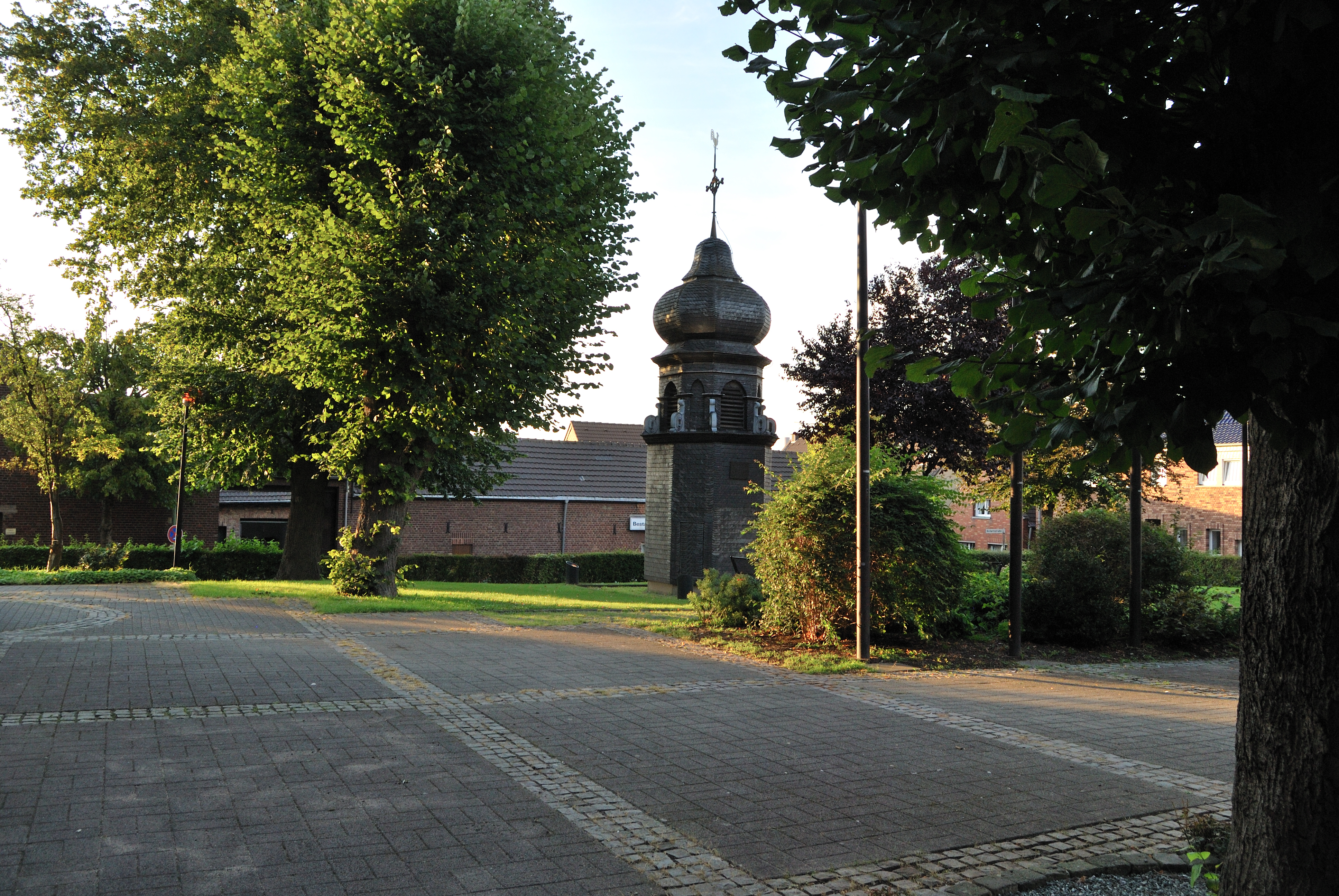
Kirchturm aus Fortuna

Auf dem Kirchhof der Pfarrkirche St. Vinzentius finden sich neben alten Grabsteinen das Kriegerdenkmal und ein Denkmal der Umsiedlung des Nachbarortes Fortuna.
Das Kriegerdenkmal besteht aus einem steinernen Marienbildnis, um das im Halbkreis mehrere Gedenktafeln angeordnet sind. Errichtet wurde es nach dem Zweiten Weltkrieg, da das alte Denkmal an der Hauptstraße abgebrochen wurde. Erster Standort war der Platz, an dem heute der kleine Pfarrsaal steht. Infolge des Baubeginns wurde es an seinen heutigen Standort versetzt. Nach der Auflösung des Kraftwerks Fortuna wurde neben den vorhandenen Tafeln auch die Gedenktafel für die Gefallenen des Kraftwerks installiert.
Neben der Pfarrkirche steht ebenfalls das Denkmal der Umsiedlung Fortunas. Nach dem Abbruch der dortigen Pfarrkirche wurde der kleine, verschieferte Glockenturm nach Oberaußem gebracht, wo er mit dem alten Grundstein und einer Gedenktafel aufgestellt wurde. Vor wenigen Jahren tauchte nach langer Suche auch der bei den Abbrucharbeiten verschollene Wetterhahn wieder auf, der nun wieder an seinem alten Platz auf der Spitze des Zwiebelturms ist.